# Ненчулешти (Бузау)
Ненчулешти (рум. Nenciulești) насеље је у Румунији у округу Бузау у општини Мереј. Oпштина се налази на надморској висини од 277 m.

## Становништво
Према подацима из 2002. године у насељу је живело 357 становника, од којих су сви румунске националности.